# Ловейко, Дмитрий Геннадьевич
Дми́трий Генна́дьевич Лове́йко (род. 5 января 1965) — предприниматель, директор студии «Анимаккорд», сопродюсер мультсериала «Маша и Медведь», член правления «Ассоциации предприятий индустрии детских товаров».

## Биография
Родился 5 января 1965 года. Окончил физико-математическую школу им. М. А. Лаврентьева при Новосибирском государственном университете (СУНЦ НГУ) в новосибирском Академгородке. В 1989 году окончил Новосибирский государственный университет (специальность — «теоретическая кибернетика»). Был в «золотом составе» университетской команды КВН вместе с Татьяной Лазаревой и Андреем Бочаровым. С 1989 по 1991 год проходил стажировку в Институте математики СО РАН. В конце 1990-х годов прошёл дистанционное маркетинговое и финансовое обучение. В 2006 году получил дополнительное профессиональное образование в МГТУ ГА, где освоил специальность «Управление на воздушном транспорте».

### Карьера в Новосибирске
Был одним из основателей компании «Нонолет», которая открыла в Новосибирске филиал радиостанции «Европа Плюс». Работал на НЖК (в должности директора по маркетингу), был директором по развитию в компании «Новосибирскхлебопродукт».

### Карьера в Москве
В 2005 году переехал в Москву, некоторое время работал директором по развитию ОАО НПО «Взлёт». В феврале 2008 года была основана мультипликационная студия «Анимаккорд», и Дмитрий Ловейко стал её управляющим. В 2007 году студия создала первый эпизод мультипликационного сериала «Маша и Медведь», а в начале 2009 года в программе «Спокойной ночи, малыши!» прошла премьера мультфильма.
Дмитрий Ловейко владеет 20 % в ООО «Студия Анимаккорд», остальные 80 % принадлежат Олегу Кузовкову.

## Фильмография

### Продюсер
- 2009—н.в — «Маша и Медведь»
- 2011 — «Машины сказки»
- 2014—2018 — «Машкины страшилки»
- 2019 — «Машины песенки»
- 2019 — «Фееринки»

## Награды
- 2019 — Икар (кинопремия) в номинации Продюсер.[6]